# Налобинський сільський округ
Нало́бинський сільський округ (каз. Налобин ауылдық округі, рос. Налобинский сельский округ) — адміністративна одиниця у складі Кизилжарського району Північноказахстанської області Казахстану. Адміністративний центр — село Налобино.
Населення — 1146 осіб (2021; 1308 у 2009, 1957 у 1999, 2250 у 1989).
Станом на 1989 рік існувала Налобинська сільська рада (села Гайдуково, Дубровне, Лебедки, Налобино, Ніколаєвка) колишнього Соколовського району. 21 червня 2019 року було ліквідоване село Лебедки.

## Склад
До складу округу входять такі населені пункти:
| Населений пункт  | Старі назви | Населення, осіб (1989) | Населення, осіб (1999) | Населення, осіб (2009) | Населення, осіб (2021) |
| ---------------- | ----------- | ---------------------- | ---------------------- | ---------------------- | ---------------------- |
| Гайдуково, село  | -           | 213                    | 175                    | 90                     | 51                     |
| Дубровне, село   | -           | 387                    | 376                    | 247                    | 160                    |
| Лебедки, село    | -           | 28                     | 19                     | 15                     | -                      |
| Налобино, село   | -           | 1487                   | 1308                   | 938                    | 920                    |
| Ніколаєвка, село | -           | 135                    | 79                     | 18                     | 15                     |